# Placówka Straży Granicznej II linii „Bielsko”
Placówka Straży Granicznej II linii „Bielsko” – jednostka organizacyjna Straży Granicznej pełniąca służbę ochronną na granicy polsko-czechosłowackiej w okresie międzywojennym.

## Formowanie i zmiany organizacyjne
Rozporządzeniem Prezydenta Rzeczypospolitej Polskiej Ignacego Mościckiego z 22 marca 1928 roku, do ochrony północnej, zachodniej i południowej granicy państwa, a w szczególności do ich ochrony celnej, powoływano z dniem 2 kwietnia 1928 roku  Straż Graniczną.
Rozkazem nr 4 z 30 kwietnia 1928 roku w sprawie organizacji Śląskiego Inspektoratu Okręgowego dowódca Straży Granicznej gen. bryg. Stefan Pasławski określił strukturę organizacyjną komisariatu SG „Rajcza”. Placówka Straży Granicznej II linii „Biała” znalazła się w jego strukturze.
Rozkaz nr 10 z 5 listopada 1929 roku w sprawie reorganizacji Śląskiego Inspektoratu Okręgowego komendanta Straży Granicznej płk. Jana Jura-Gorzechowskiego wymienia placówka Straży Granicznej II linii „Bielsko” podporządkowaną gospodarczo komisariatowi „Cieszyn”.

## Kierownicy/dowódcy placówki
| stopień    | imię i nazwisko   | okres pełnienia służby | kolejne stanowisko |
| ---------- | ----------------- | ---------------------- | ------------------ |
| przodownik | Stanisław Grzelak | był w 1936             |                    |